# Compact Macintosh számítógépek
A Compact Macintosh gyűjtő fogalom, Compact Macintosh számítógép az Apple Inc. által 1984 és 1995 között fejlesztett, gyártott és forgalmazott tizenegy számítógép (Macintosh 128K, 512K, 512Ke, Plus, SE, SE FDHD, SE/30, Classic, Classic II, Color Classic  ésColor Classic II) Tizenkettediknek ide szokták sorolni a Macintosh XL számítógépet is, elnevezés alapján ez helyes, de technológiai szempontból nem, a Macintosh XL az Apple Lisa és Lisa 2 továbbfejlesztett változata volt. A compact elnevezés arra utal, hogy a számítógép és a kijelző egy házban kapott helyet (ez igaz az XL–re is).
A Macintosh nevet más Apple gyártotta számítógépek is megkapták, de azokat más számítógép–családba sorolják. A 2023-ban is kapható iMac nevében ott a Mac, egy-az-egyben gép, azaz a gép és a kijelző egy házban van, mégsem része a Compact Macintosh családnak.
A Compact Macintosh gépekkel párhuzamosan fejlesztette és forgalmazta a Macintosh II, LC és Quadra számítógépcsaládokat. Az 1980-as és 90-es években az Apple eltérő neveket adott a gépeknek – a 2000, 2010 utáni időszakra jellemző, hogy a gép neve nem változott, az eltérő verziókat a kibocsátási évszámmal különböztetik meg.
Az Apple a számítógép–családon belül meg szokott különböztetni sorozatokat is. A Compact Macintosh családon belül öt sorozat van, a gépek alakja alapján. Fejlesztés és gyártás szempontjából előnyös, ha az új eszköz minél több részletében egyezik meg az előzővel, ez költségcsökkentő.

## A Macintosh megalkotása
Az Apple II számítógép sikeres és nyereséges volt. Ebből a pénzből indított három projektet az Apple. Az első volt az Apple III, amely bukás volt. A második volt a legendás Lisa, amely teljesen más lett, mint aminek tervezték, de elsőként kapott grafikus felületet – az egér, a menüsor, az ikonok, a kuka mind mind a Lisában mutatkozott be. Ennek ellenére a Lisa projekt is veszteséges volt. A harmadik projekt célja a Mac megalkotása volt.

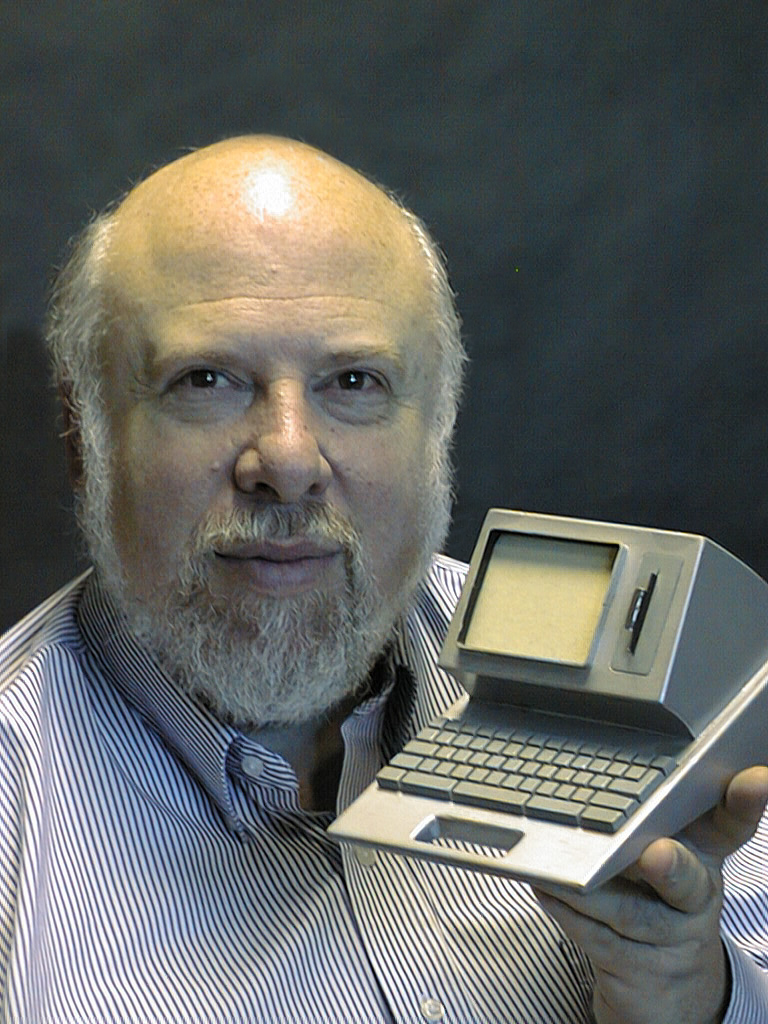
Jef Raskin, a Macintosh "atyja". A képen egy Canon Cat géppel

A Mac valódi kitalálója Jef Raskin volt. Raskin már dolgozott az Apple-nek – ő írta az Apple II Integer Basic szoftverét – mielőtt 34 évesen belépett a cégbe, ő volt az Apple 31. dolgozója. Mike Markkula először egy játékkonzol kifejlesztésével bízta meg, de ez Raskint nem érdekelte. Olyan gépet akart tervezni, amelyet a felhasználó szempontjai szerint alakítanak ki – ez az ötlet akkor fel sem merült a hardver-fejlesztők között.

### A terv

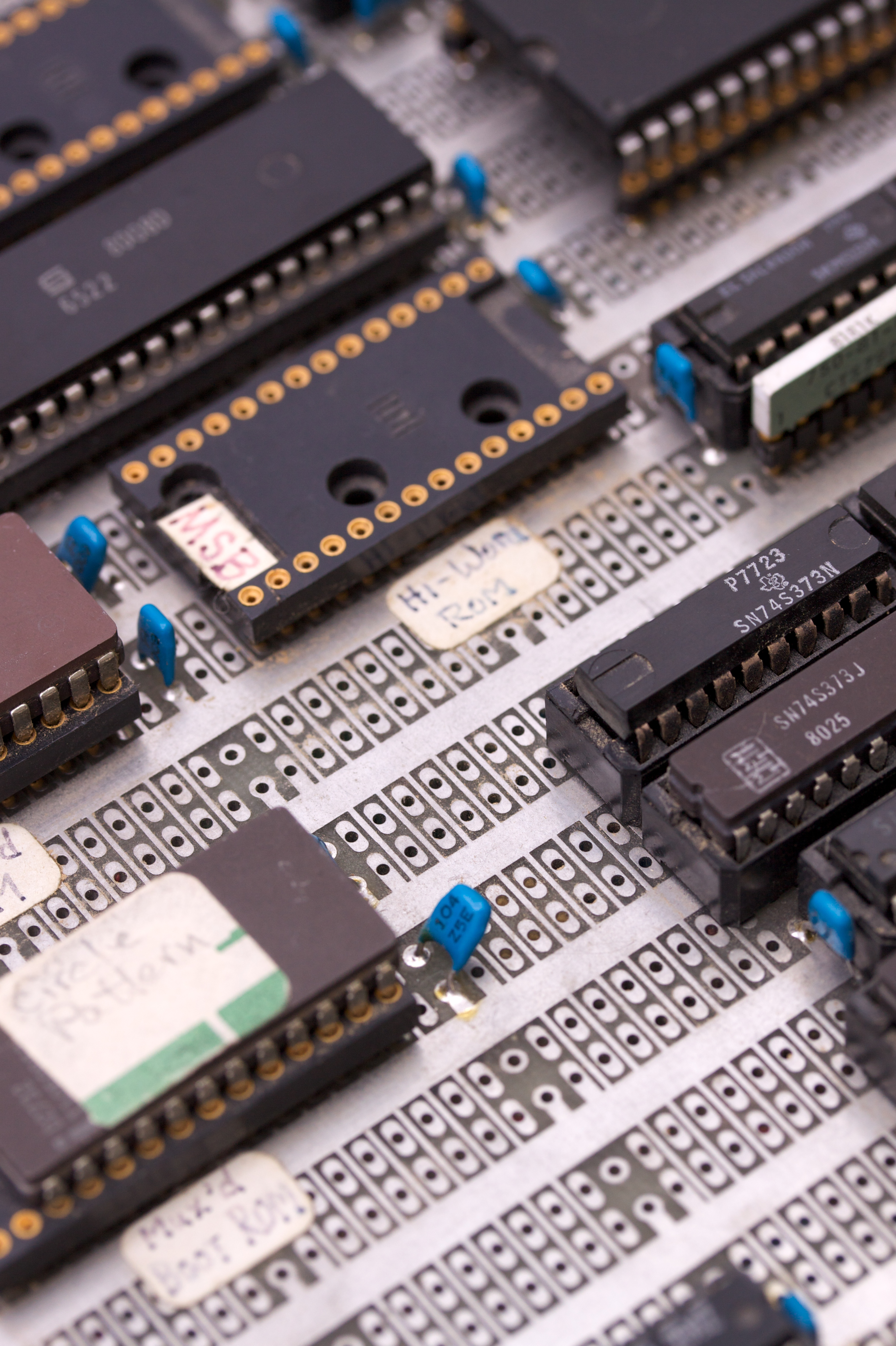
A Macintosh prototípus fejlesztése látható ezen és a következő fényképen. Itt a fejlesztő deszkamodellbe néhány chipet már behelyeztek, de még nem kötötték össze az áramköri elemeket

Olyan gépet tervezett, amelynek a belsejét a felhasználó soha meg nem látja. Terve szerint minden Mac azonos mennyiségű memóriát tartalmazott, így az összes program futtatható az összes Macen. Minden lehetséges perifériát a gépbe terveztem beépíteni, a kijelzőt, a billentyűzetet, a merevlemezt és a nyomtatót is. Raskin úgy vélte, hogy az emberek a gépet a munkahelyről haza akarják vinni – ez támogatta a mindent–egy–házba tervezési elképzelést. A gép súlyát kilenc kilóban maximálta a két óra munkát lehetővé tevő akkumulátorral együtt. A gép technikai adatai közt szerepelt 8 bites processzor, 64 kB RAM, soros port, modem, nyomtató, 5 inches kijelző bitmapes grafikával és egy 200 kB-os 5 1/4 inches floppy meghajtó. A ROM-ban futott volna egy Basic és egy Forth értelmező program. Raskin elképzelése szerint minden funkció grafikus megjelenést kapott volna – a szövegszerkesztő, a naptár, az óra, a rajzoló-program.
A programok elé pár szabályt állított. "A Kalkulátor legyen épp úgy használható billentyűzetről, mint a szövegbevitel." Az operációs rendszer helyett pedig egyfajta parancssoros rendszerben gondolkodott (teljesen felhasználóra szabott operációs rendszer). Raskin úgy vélte, 1981. szeptemberében már a boltokban lehet az 500 dolláros gép, amelynek ára másfél év múlva 300 dollárra ereszkedhetne.
Az első ötletbörzék során hamar kiderült, hogy az összes megálmodott dolgot nem lehet 500 dollárért dollárért egy házba belepakolni, így a gép irányára 1000 dollárra emelkedett.
Raskin igyekezett elkerülni, hogy a fejlesztés egy legyen a soha be nem fejeződő, de roppant sokba kerülő projektek közül. Minden döntést két paraméter befolyásolt, az ár és a teljesítmény. Színes monitort szerettek volna, de csak fekete-fehérre futotta. A Lisában is használt Motorola 68000 processzorra vágytak, de csak a Motorola 6809E-re tellett. A floppy-meghajtó ugyan korszerű, de a kazettás mentés sokkal olcsóbb.

### A megvalósítás

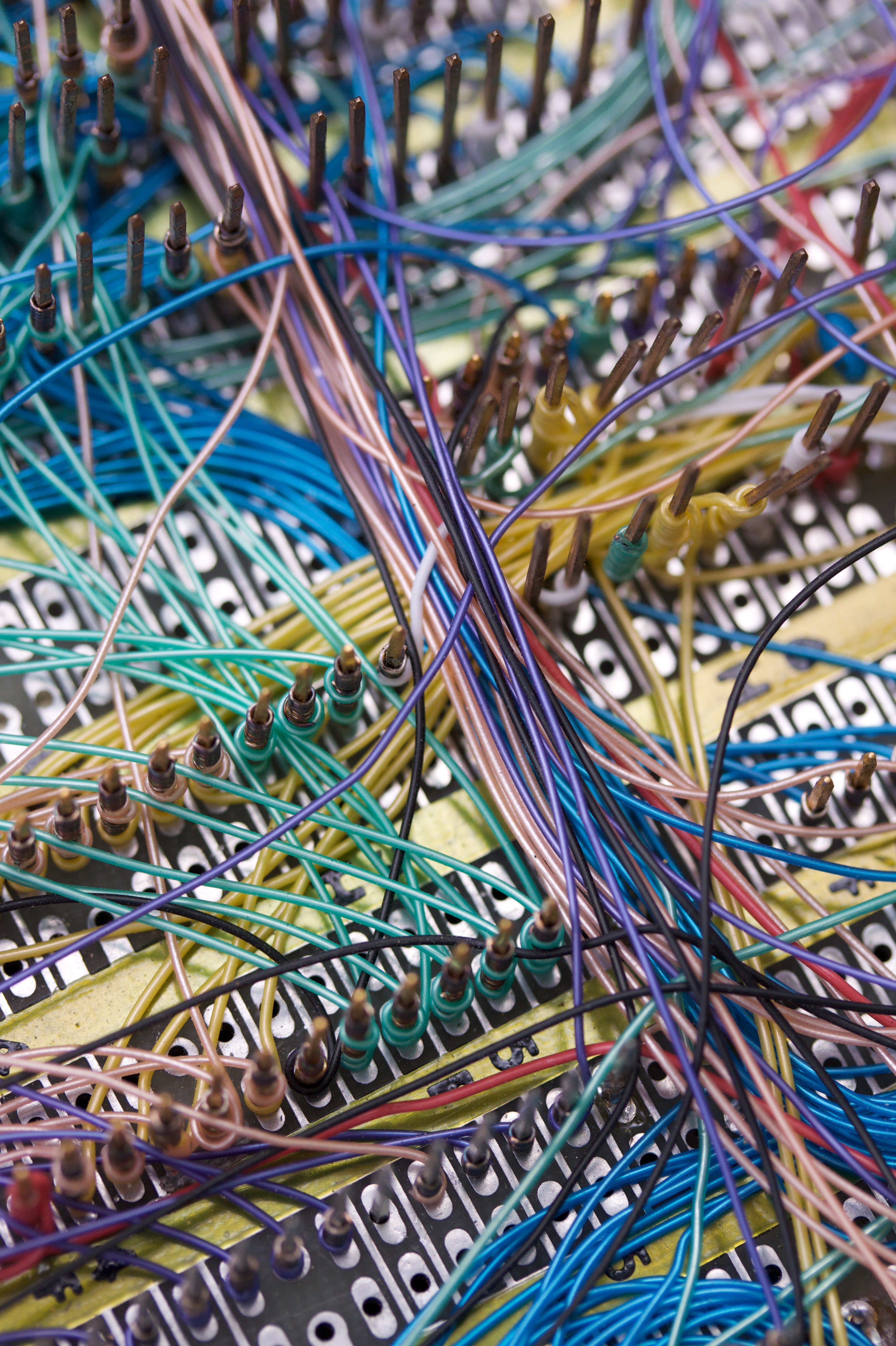
Macintosh 128k prototípus. A gyártásban később alaplapon kémiai reakcióval létrehozandó vezetékek a fejlesztés során még valódi kábelek, hogy szükség esetén át lehessen kötni, forrasztani őket, ne kelljen a nyomtatott áramkört minden módosítás után legyártani

1979 szeptemberében az igazgatóság az ellenkező Jobs ellenében megszavazta Raskin vezetésével a kutatás elindítását.
A Mac csapatot Raskin alkotta egymaga, amíg nem csatlakozott hozzá Burrell Carver Smith. Smith egy Motorola 6809E processzort, egy kibelezett Apple II alaplapot és egy tévét használva megalkotta a Mac prototípusát, deszkamodelljét. Ő lett a Mac csapat második tagja. Az Apple alapító Steve Wozniak részmunkaidősként tért vissza a céghez a projektet segíteni, de a főtechnikus Smith maradt. A pár fős csapat nemsokára átköltözött Cupertino-ba, a Stevens Creek Boulevard-i irodaépületbe – a közelben volt a cég második székhelye, a Good Earth kínai vendéglő.
Ez idő tájt járt az Apple csapata a Xeroxnál, a látogatás gyökeresen átalakította Jobs gondolkodását. A látomás felforgatta a Lisa projektet és kihatással volt a Mac projektre is.
1980 szeptemberében az igazgatói ülésen az elhúzódó fejlesztések drámai költségei miatt az igazgatóság a Mac projekt befejezését szorgalmazta. Felvetődött az épp bemutatott, de bukdácsoló Apple III fejlesztésének teljes leállítása is. A befejezések mellett leginkább Steve Jobs érvelt, hogy az Apple minden erejét – a Steve Jobs vezette – Lisa projektre koncentrálja. Raskin három hónap haladékot alkudott ki csapatának. A céget a racionalizálás jegyében átszervezték, így Jobst megfosztották a Lisa projekt vezetésétől, feladatául az épp aktuális részvénykibocsátás menedzselését szabták, amit kiválóan végzett el. A részvénykibocsátás után Jobs a Macintosh projektre vetett szemet, amelyet Raskin vezetett.
Az igazgatóság nem gátolta meg Jobst, hogy a Macintosh projekt élére álljon, egyszerűen nem tartották Raskin csapatának munkáját fontos fejlesztésnek. Jobs viszont úgy érezte, hogy itt az ideje, hogy megmutassa magát, mint technikai fejlesztő. Eleinte csupán a hardver fejlesztéssel kívánt foglalkozni, meghagyta Raskinnak a szoftver és a dokumentálás feladatát. Jobs csatlakozásával a projekt finanszírozása is megoldott lett, végül is ő volt az egyik tulajdonos. Jobs rendszeresen alultervezte a fejlesztéshez szükséges munkaórákat és túl rövid határidőket vállalt. Rövidesen több tucat munkatárs dolgozott a Mac-csapatban. Jobs úgy vélte, hogy 1982 közepére szállítható lesz a Macintosh.
A Macintosh fejlesztésében a legfontosabb változást akkor következett be, amikor a költségvetés lehetővé tette, hogy a Motorola 6809E processzor helyére Motorola  68000-es proci kerüljön. A Lisával azonos processzor használata azt is jelentette, hogy számos, a Lisa számára kifejlesztett eljárást, szoftvert egy-az-egyben átvehetett a Macintosh-csapat.

### Jobs és Raskin

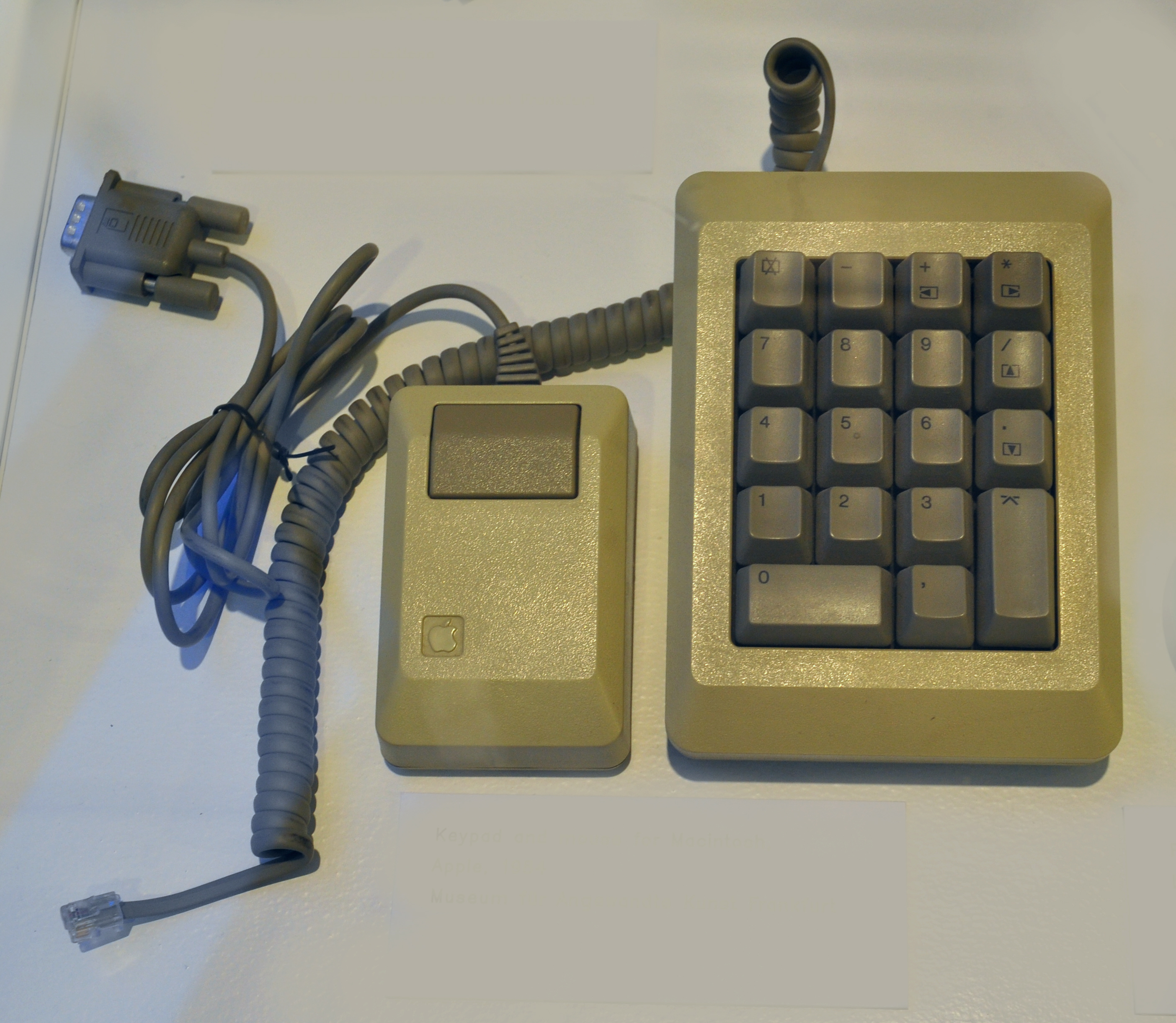
Apple egér és számbillentyűzet. 1984; Museum für Angewandte Kunst, Frankfurt am Main

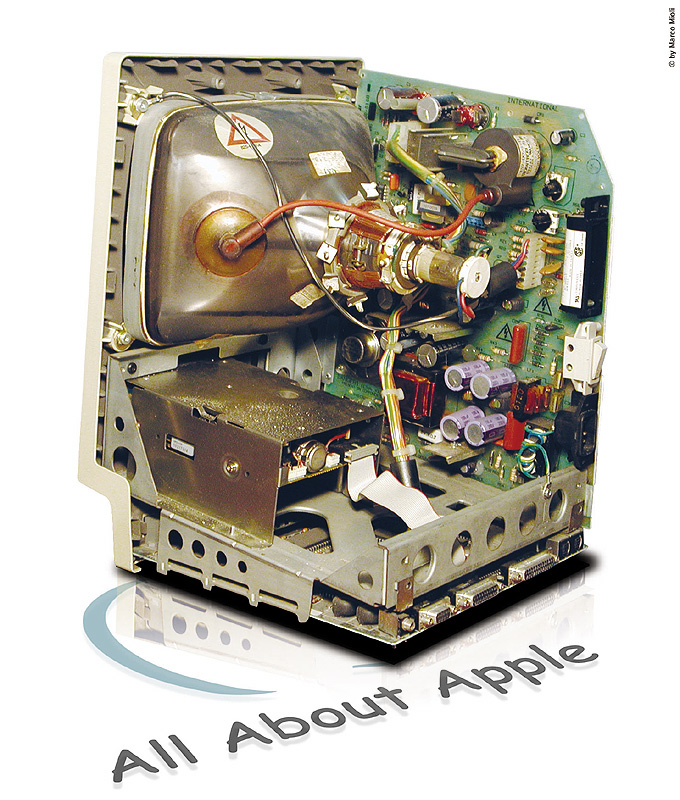
Macintosh 128K bontott nézete

A Macintosh egyre inkább kezdett kis Lisává válni. A Lisától átvett rutinok miatt a Macintosh ROM-ja egyre nagyobbra terveződött. Amikor kiderült, hogy az 500 dolláros Macintosh csak álom, de még az 1500 dollár is kevés lesz, akkor Jobs arra biztatta Raskint, hogy ne törődjön a költséggel. Raskin válaszul összeírta a számítógéppel kapcsolatos elvárásait:
- kis, pille-könnyű gép írógép-elrendezésű billentyűzettel,
- sík képernyő, amely hatvanhat sorban 96 karakter kiírására képes,
- levél-minőség nyomtatására alkalmas nyomtató, ami szintén súlytalan,
- normál papírt használ, és egy oldalt egy másodperc alatt nyomtat ki. A nyomtató képes bármilyen képernyőn látható grafika kinyomtatására is – ez 1000x1200 képpontot jelent -, természetesen színesben,
- a nyomtató súlya kevesebb egy kilónál – és sem szalag, sem más kellék nem kell hozzá soha
- a képernyő memória 200 kB,
- zsebméretű memória, amely fél dollárba kerül és egy megabájt tárolására képes,
- a gép vásárlásával együtt jár az ARPANethez való korlátlan hozzáférés,
- a gépre számtalan szoftver kerül fel ingyen, köztük BASIC, Pascal, LISP, Fortran, APL, PLM és COBOL értelmező, és az IBM 650 processzorától kezdődően minden processzor emuláció.
- beszéd szintetizátor és beszéd-értés 34 000 szavas szótárral,
- zenei képesség is, énekelhessen a Mormon férfi kórus Caruso stílusában

Jobs és Raskin összefeszülése végül hasznos volt a Macintosh projekt számára. Például a Lisáról a Macintoshra került az egér, amit Jobs imádott, Raskin ki nem állhatott. Raskin erejéből annyira tellett, hogy az Apple egere egy gombos lett, nem három – 2005-ben bemutatott Apple Mouse volt az első nem egy gombos egér. A Mac külsejének Jerrold Manock ipari formatervező alkotta meg. Mivel az Apple és Jobs is úgy gondolta, hogy a ház több, mint szükséges befoglaló, önálló szellemi terméknek, műalkotásnak tekintették. A műalkotásokat az alkotók kézjegyükkel látják el. Így lett ez az első Macek esetében is, az alkotók egy hatalmas papírívet írtak alá, amit aztán átalakítottak és kémiai eljárással az aláírásokat belemarták a gép házak belsejébe.
Amikor Jobs, a Macintosh fejlesztés vezetője közölte Raskinnal, hogy a hardver után a szoftver tervezése is az ő területe, Raskin felmondott, az igazgató-tanács fizetésemelési javaslatát elutasítva otthagyta az Apple-t.

### Jobs

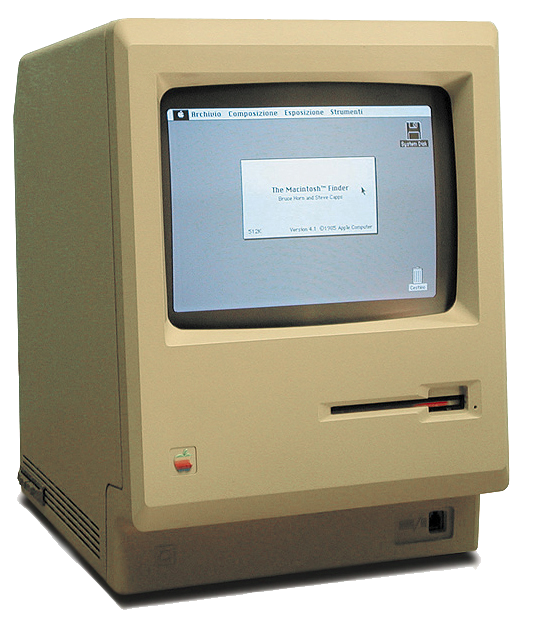
Egy Macintosh 128K (amelyet nyilvánvalóan 512K-ra frissítettek, lásd az ablakot), amelyen Finder 4.1 fut. A ház bal alsó sarkában található "Programozói kapcsoló" bővítményt, amely alaphelyzetbe állító és megszakító gombokat tartalmaz. Az eredeti fénykép az All About Apple Museumból származik

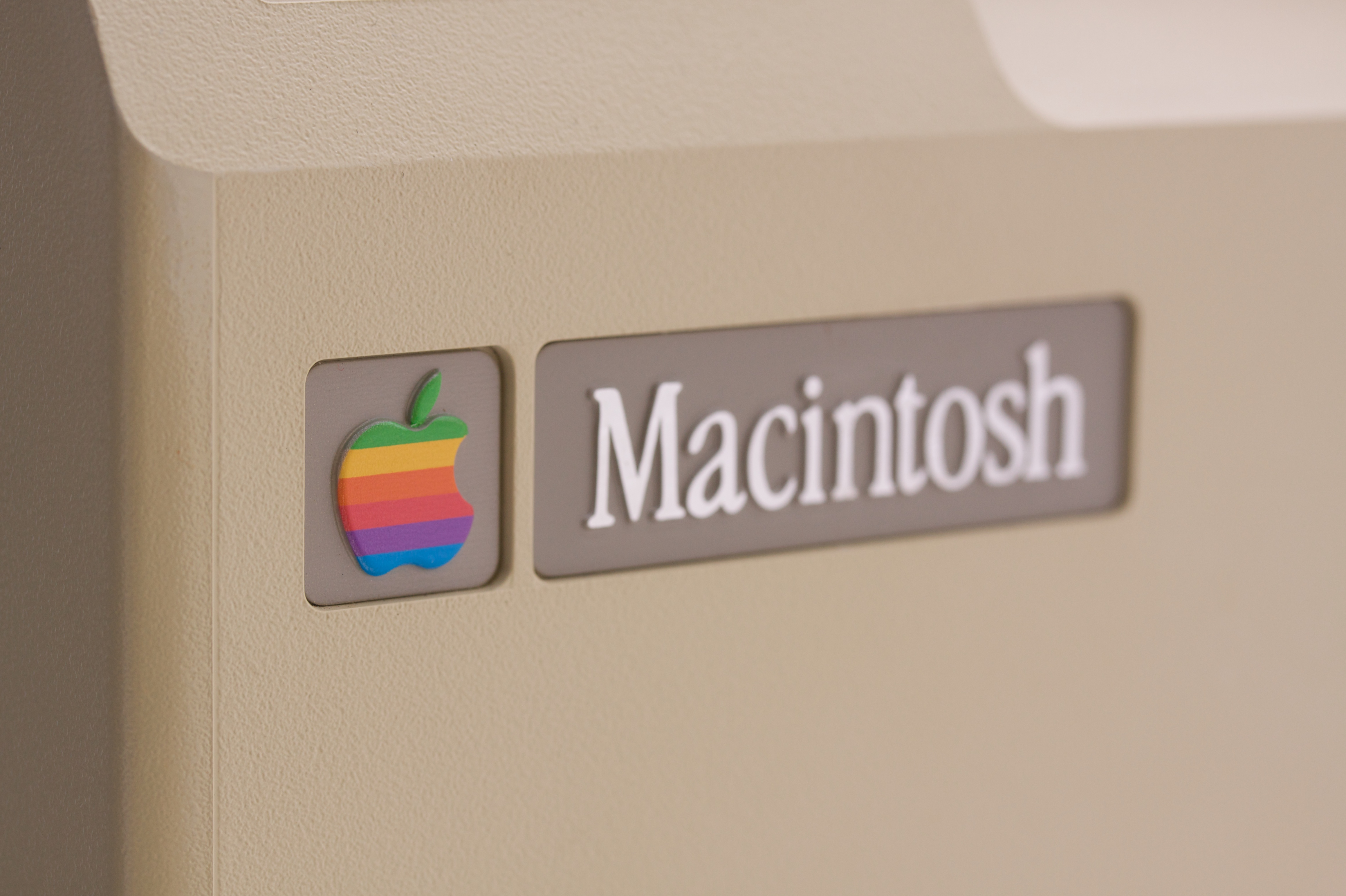
A Macintosh logó és név a Macintoshon. A gép utólag kapta a 128K megkülönböztető jelzőt

1981. augusztus 12-én az IBM bemutatta a "személyi számítógépet". Az Apple a vetélytársat egész oldalas hirdetésben köszöntötte – Üdvözlünk IBM, komolyan! -, ám az öröm nem volt valós. Ebben az évben az Apple piac részesedése 28 százalékról 22-re, a rá következőben 19-re esett, ekkora az IBM része már 29 százalék volt. A késedelmes fejlesztés bezárta az ablakot az Apple előtt, minden egyes nappal csökkent a piacrészesedése.
A Macintosh sikerének egyik oka a megfelelő szoftverek megléte volt. Először 1981-ben mutatta be az Apple székházában Jobs és Andy Hertzfeld Bill Gatesnek a Macintosht, 1982-ben átadtak egy prototípust, hogy azon szoftvereket fejleszthessenek. A két cég szerződése értelmében a Microsoft táblázatkezelő–, üzleti elemző– és adatbázis-kezelő-szoftvereket fejleszt, amelyeket nem mutat be 1984. január elsejéig.
A következő határidőnek Jobs 1983. május 16-át jelölte meg. A belső sürgetés mellett megjelenő külső késztetés számos, sokáig odázott döntés meghozatalára kényszerítette rá a Macintosh-csapatot. A kezdetektől nagy felbontású, grafikus monitort szántak a Macbe, ám a kilenc inches monitor, amely rendelkezésre állt, csak 384x256 képpont felbontású volt, ami nem volt élenjáró technológia. George Crow technikus egy apróbb fejlesztéssel ezt a felbontást 512x342 pixelesre növelte, ez már lehetővé tette 80 karakteres sorok használatát. A nagyobb felbontás viszont több memóriát igényelt.
Jobs a 64KB felé hajlott, a csapat tagjai titokban úgy alakították ki az alaplapot, hogy ennek négyszeresét is képes legyen kezelni – a végeredmény 128KB lett. A nagyobb memórián viszont erősebb programok lettek futtathatók, a 200 kB-os floppydrájv kezdett szűk keresztmetszetnek mutatkozni. A fejlesztők Jobs tudta nélkül a Sony 400 kB-os 3,5 floppy-drájvját tervezték a gépbe az eredeti 5 1/4-es helyett. A folyamatos hardver erősödés folyamatos át- és újratervezést jelentett, így a bevállalt májusi határidő betartása egyre elképzelhetetlenebbé vált. Az igazi gond nem a hardver, hanem a szoftver oldalon jelentkezett. Jobs az Apple legjobb agyait gyűjtötte össze a Mac-csapatban, ám még így is megoldhatatlan feladatnak tűnt az operációs rendszer megalkotása és összetömörítése a neki szánt helyre.

### A Macintosh bemutatója

Az egyik legismertebb reklám az Apple "1984" hirdetése

Az Apple Computer Honoluluban tartotta éves értékesítési konferenciáját 1983 végén. Bemutatták az 1984 reklámot, majd a Macintosh-t. A sajtó egyes képviselői is megismerhetik a Macintosh számítógépet.

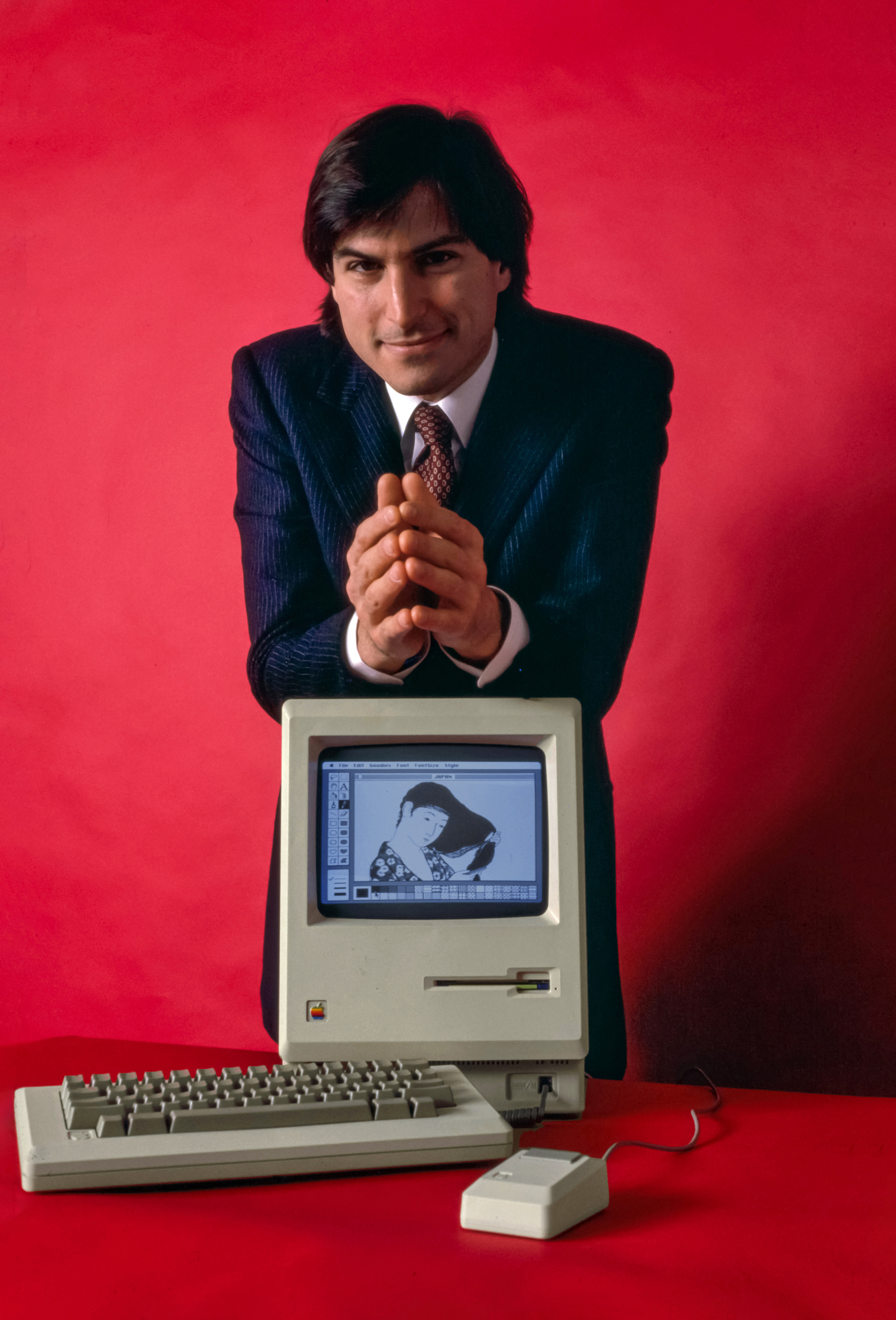
Steve Jobs és a Macintosh. 1984. január. Bernard Gotfryd (megvágott) fotója

1984. január 24-én az Apple a részvényesek közgyűlésén bemutatta a Macintosht. Jobs volt a rendezvény főelőadója. Idézett pár sort Bob Dylan The Times They Are A-Changing dalából, majd alig pár perces beszédben nevezte meg a cég fő vetélytársát, az IBM-t
. A beszédre rímelt a bemutatott 1984 reklámfilm, az egyik leghíresebbé vált hirdetés.
 Bővebben: a Ridley Scott rendezte:  1984. YouTube (angolul) (1984)  (Hozzáférés: 2023. május 11.)
A gép Vangelis Tűzszekerek zenéjére vált láthatóvá. A látványos grafikai bemutató, a Macintosh tudása megnyugtatta a jelenlévő elemzőket, viszonteladókat, újságírókat. Amikor már mindenki úgy érezte, hogy vége a bemutatónak, Jobs bejelentette: "És ma lesz az első nap, amikor nem mi beszélünk a Macről, hanem ő maga szólal meg!" A beálló csendben megszólalt a Macintosh.
Helló, én vagyok a Macintosh.

Örülök, hogy kikerültem a lepel alól. Noha nem vagyok hozzászokva a nyilvános szónokláshoz, el szeretném mondani, mi jutott eszembe, amikor először találkoztam egy IBM mainframe-mel. Soha ne bízzatok meg egy olyan számítógépben, amit nem tudtok felemelni. Úgy érzem, már eleget beszéltem, de annyit még hadd tegyek meg, hogy bemutatom azt az embert, aki olyan nekem, mintha az apám lenne. Íme Steve Jobs.

### A Macintosh sikere
A bemutatott Macintosh a Motorola 68000 processzorra épült, amely 7,83 MHz-es órajelen működött. 128 kB memóriával, 400 kB-os floppy-drájvval szerelték fel a kilenc inches monokróm monitorú számítógépet. Az operációs rendszeren túl a vásárlók a géppel együtt megkapták a MacPaint, a MacWrite és a Finder nevű alkalmazásokat is.
Az eredeti tervek szerint a gép ára 1495 dollár lett volna. A Mac bekerülési ára ötszáz dollár volt: 83 százalék anyag–, 16 százalék rezsi– és 1 százalék munkaköltség. Az Apple általános árazási szokása szerint a gép ára 1995 dollár lett volna. Ám John Sculley, az Apple elnöke úgy döntött, hogy a 78 millió dolláros fejlesztési költségek és az intenzív száz napos reklámkampány után, amely a cégnek 15 millió dollárjába került, a Macet 2495 dollárért kezdik árusítani. Raskin eredeti célja az 500 dolláros számítógép megalkotása volt.
Az eladási célokat Jobs fogalmazta meg, ő az első 100 nap alatt ötvenezer, 1984 végéig ötszázezer Mac eladását prognosztizálta. Sculley ez utóbbi számot 150 ezerre módosította. A valóság rájuk cáfolt, a 100 napos tervet a Mac a 76. napon teljesítette, a századik napon már túl voltak a hetvenkétezredik Mac eladásán is. A siker láttán a gép marketing menedzsere úgy vélte, hogy "akár kétszázezer Macet is el tudtunk volna adni, ha le bírtunk volna gyártani annyit".
A kezdeti siker miatt a havi termelést az Apple 110 ezer gépre futtatta fel. Ám a gyors vásárlási láz lecsengésével a kereslet visszaesett havi húszezer gépre. Végül a félmilliomodik Macet 1985. szeptemberében adták el, az egymilliomodikat pedig csak 1987 márciusában.
Március 17-én a gyártószalagról kiemeltek hat Macintosht, ezek a gépek lettek az egymilliomodik Macek. A hat gép közül az egyiket Jef Raskin kapta, a Mac valódi szülőapja – és ez volt Raskin első saját Macintosha.

### A Macintosh név eredete

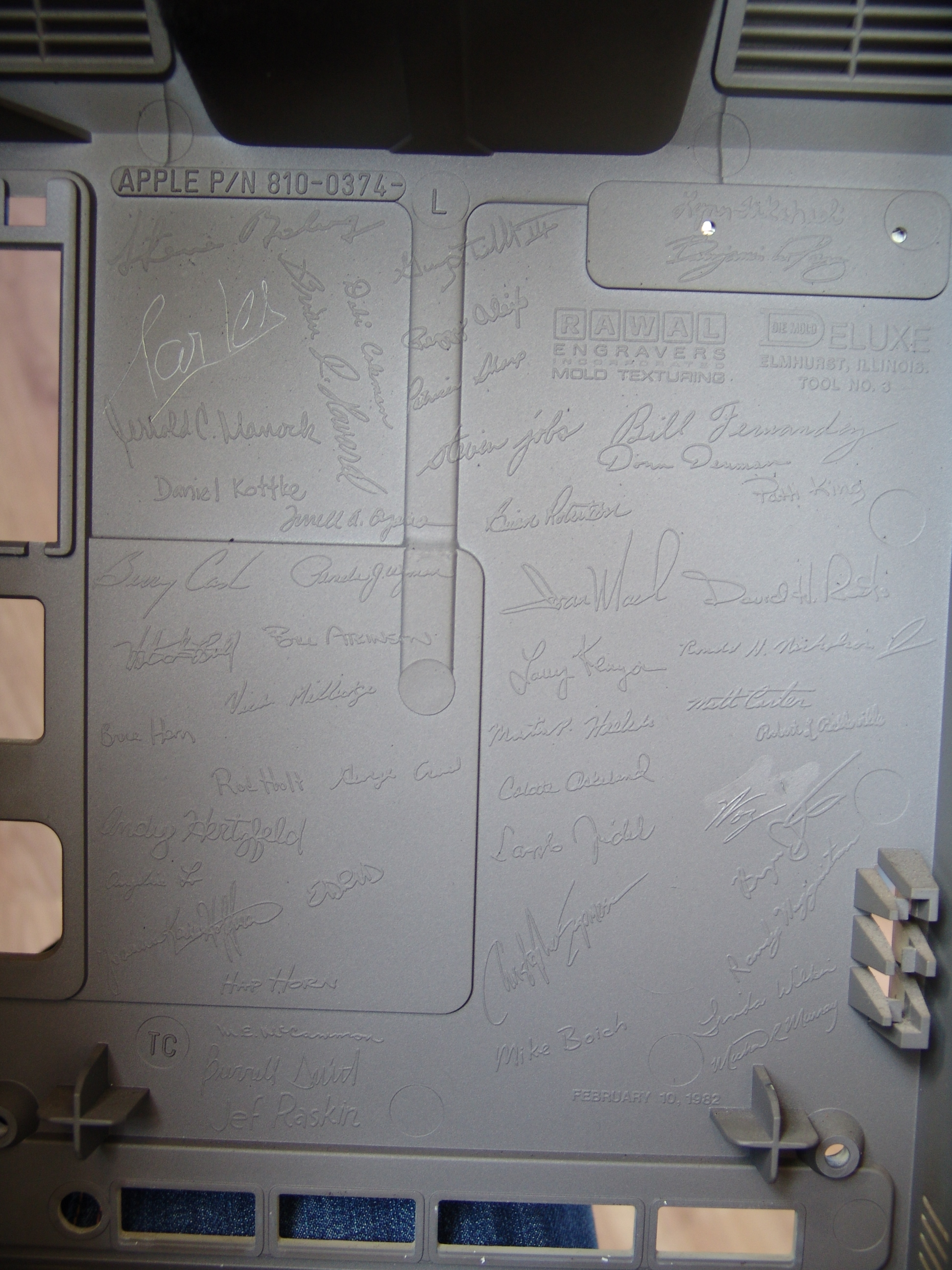
Az aláírt ház–belső

Raskin a gépnek az Apple V (ötödik) nevet szánta – a Lisa lett volna Apple IV. Raskin Macintosh-ra módosított, szándékosan elírva a McIntosh almafajta nevét. Tette ezt azért, hogy az Apple ne keveredjen jogi vitába a már létező McIntosh Laboratory-val, amely hifi eszközöket gyártott. Az azonos ejtésből azonban így is gond lett. A Macintosh szó védjegyezését elutasította az illetékes amerikai hivatal. Jobs ekkor levelet írt a McIntosh tulajdonosának és vezetőjének, aki a levél nyomán felkereste az Apple-t. A két vezető meg is egyezett, de a McIntosh jogi képviselője javaslata miatt az alku nem jött létre. Így az Apple a MAC rövidítést szabadalmaztatta, amely hivatalosan a Mouse-Activeted Computer (egér-vezérelt számítógép), nem hivatalosan a Meaningless Acronym Computer (értelmetlen-betűszó számítógép) rövidítése volt. 1986-ban az Apple-nek sikerült levédeni a Macintosh nevet is. Hivatalosan senki sem tudja, hogy mennyi pénzt fizetett az Apple a McIntoshnak, a pletykák százezer dollárról szólnak, de ezt az összeget a McIntosh ügyvédje nevetségesen alacsonynak nevezte.

## A Compact Macintosh számítógépek adatai táblázatban
A táblázat nem tartalmazza az összes műszaki paramétert. Az egyes modelleknél a bemutatáskor érvényes adatokat soroljuk fel, a későbbi frissítéseket nem.

| Gép nevebemutatva kivezetve                   | Méretmagasság szélesség mélység súlySzín | Processzorprocesszor órajel, mag L1 és L2 cache társprocesszor | Háttértármerevlemezkülső adathordozó | Eredeti operációs rendszer | Memóriaalap max. @sebességhely     | Kijelzőmérete felbontása        | Grafikakártyamemória kimenet | CsatlakozókEthernet, ADB, soros, SCSI, párhuzamos, FDD, kijelző, hang be/ki, belső mikrofon, hangszóró                        | Bővíthetőségkártyahelybelső öbölkülső csatlakozó |
| --------------------------------------------- | ---------------------------------------- | -------------------------------------------------------------- | ------------------------------------ | -------------------------- | ---------------------------------- | ------------------------------- | ---------------------------- | --- | ------------------------------------------------ |
| 128K1984. jan. 24. 1985. okt. 1.              | 345 mm 244 mm 277 mm 7,5 kg tört fehér   | Motorola 68000 @8 MHz és 1 mag                                 | 400k floppy                          | System 1.0                 | 128kB max: 1MB                     | 9 inch, 72 ppi 512x342 képpont  |                              | * 2 RS–422 * 1 DE–9 * 1 DB–19 külső FDD                                                                                       |                                                  |
| 512K1984. szept. 10. 1986. ápr. 14.           | 345 mm 244 mm 277 mm 7,5 kg tört fehér   | Motorola 68000 @8 MHz és 1 mag                                 | 400k floppy                          | System 1.1                 | 512kB max: 512kB                   | 9 inch, 72 ppi 512x342 képpont  |                              | * 2 RS–422 * 1 DE–9 * 1 DB–19 külső FDD                                                                                       |                                                  |
| 512Ke1986. ápr. 14. 1987. szept. 1.           | 345 mm 244 mm 277 mm 7,5 kg tört fehér   | Motorola 68000 @8 MHz és 1 mag                                 | 800k floppy                          | System 3.0                 | 512kB max: 512kB                   | 9 inch, 72 ppi 512x342 képpont  |                              | * 2 RS–422 * 1 DE–9 * 1 DB–19 külső FDD                                                                                       |                                                  |
| Plus1986. jan. 16. 1990. okt. 15.             | 345 mm 244 mm 277 mm 7,5 kg tört fehér   | Motorola 68000 @8 MHz és 1 mag                                 | 800k floppy                          | System 3.0                 | nincs alap max: 4MB @150ns4 hely   | 9 inch, 72 ppi 512x342 képpont  | 1 RCA                        | * 2 RS–422 * 1 DE–9 * 1 D–25 (SCSI) * 1 DB–19 külső FDD                                                                       |                                                  |
| SE1987. márc. 2. 1989. aug. 1.                | 345 mm 246 mm 277 mm 7,7 kg bézs         | Motorola 68000 @8 MHz és 1 mag                                 | 800k floppy                          | System 4.0                 | nincs alap max: 4MB @150ns4 hely   | 9 inch, 72 ppi 512x342 képpont  |                              | * 2 ADB * 2 soros * 1 D–25 (SCSI) * 1 DB–19 külső FDD * 1 3,5 jack audió ki * beépített hangszóró                             | * 1 bővítőhely* SCSI (külső)                     |
| SE FDHD1989. aug. 1. 1990. okt. 15.           | 345 mm 246 mm 277 mm 9,5 kg bézs         | Motorola 68000 @8 MHz és 1 mag                                 | 40MB HDD 1,44 floppy                 | System 4.0                 | nincs alap max: 4MB @150ns4 hely   | 9 inch, 72 ppi 512x342 képpont  |                              | * 2 ADB * 2 soros * 1 D–25 (SCSI) * 1 DB–19 külső FDD * 1 3,5 jack audió ki * beépített hangszóró                             | * 1 bővítőhely* SCSI (külső)                     |
| SE/301989. jan. 19. 1990. okt. 21.            | 346 mm 246 mm 277 mm 9,75 kg bézs        | Motorola 68030 @16 MHz és 1 mag L1 0,5kB, Motorola 68882 FPU   | 1,44 floppy                          | System 6.0.3               | nincs alap max: 128MB @120ns8 hely | 9 inch, 72 ppi 512x342 képpont  | 64kB                         | * 2 ADB * 2 soros * 1 D–25 (SCSI) * 1 DB–19 külső FDD * 1 3,5 jack audió ki * beépített hangszóró                             | * 1 bővítőhely* SCSI (külső)                     |
| Classic1990. okt. 15. 1992. szept. 14.        | 335 mm 246 mm 284 mm 7,3 kg bézs         | Motorola 68000 @8 MHz és 1 mag                                 | 40MB HDD 1,44 floppy                 | System 6.0.6               | 1MB max: 4MB @120ns2 hely          | 9 inch, 72 ppi 512x342 képpont  |                              | * 1 ADB * 2 soros * 1 D–25 (SCSI) * 1 DB–19 külső FDD * 1 3,5 jack audió ki * beépített hangszóró                             | * SCSI (külső)                                   |
| Classic II1991. okt. 21. 1993. szept. 13.     | 335 mm 246 mm 284 mm 7,3 kg bézs         | Motorola 68030 @16 MHz és 1 mag L1 0,5kB,                      | 40MB HDD 1,44 floppy                 | System 7.0.1               | 2MB max: 10MB @100ns2 hely         | 9 inch 512x342 képpont          |                              | * 1 ADB * 2 soros * 1 D–25 (SCSI) * 1 DB–19 külső FDD * 1 3,5 jack audió be * 1 3,5 jack audió ki * beépített hangszóró       | * SCSI (külső)                                   |
| Color Classic1993. febr. 10. 1994. máj. 16.   | 368 mm 251 mm 320 mm 10,2 kg bézs        | Motorola 68030 @16 MHz és 1 mag L1 0,5kB,                      | 40MB HDD 1,44 floppy                 | System 7.1                 | 4MB max: 10MB @100ns2 hely         | 10 inch, 76 ppi 512x384 képpont | 256kB                        | * 2 ADB * 2 soros * 1 D–25 (SCSI) * 1 3,5 jack audió be * 1 3,5 jack audió ki * beépített hangszóró                           | * 1 LC PDS* SCSI (külső)                         |
| Color Classic II1993. okt. 21. 1994. máj. 10. | 368 mm 251 mm 320 mm 10,2 kg bézs        | Motorola 68030 @33 MHz és 1 mag L1 0,5kB,                      | 80MB HDD 1,44 floppy                 | System J-7.1               | 4MB max: 36MB @100ns1 hely         | 10 inch 512x384 képpont         | 256kB (MT)                   | * 2 ADB * 2 soros * 1 D–25 (SCSI) * 1 DB-15 (külső monitor) * 1 3,5 jack audió be * 1 3,5 jack audió ki * beépített hangszóró | * 1 LC PDS* SCSI (külső)                         |

## A Compact Macintosh számítógépek az időben
| A Compact Macintosh számítógépek az idővonalon |
| --- |
| A színek kezdete a bemutató időpontja, a forgalmazás több esetben is hónapokkal később kezdődött. Megeshet, hogy egy csík végét kitakarja egy másik csík eleje. Előfordul, hogy a gyártás befejezését követően még egy ideig forgalomban marad a gép adott verziója. A hardver szempontjából az Apple számítógépekhez tartozó Macintosh XL-t a gép nevében szereplő "Macintosh" szó miatt tüntettük fel. |